# Арутюнян, Беник Николаевич
Беник Николаевич Арутюнян (арм. Բենիկ Նիկոլայի Հարությունյան; 8 июня 1946, село Атерк Мардакертский район, НКАО, Азербайджанская ССР) — армянский деятель медицины.

## Образование
- 1964—1970 — Учился и окончил Ереванский медицинский институт.
- 1977—1979 — Институт усовершенствования врачей, общая хирургия, спец. ординатура (Москва).
- 1987—1989 — Академия медицинских наук, общая хирургия, докторантура АМН СССР (имени И. М. Сеченова, Москва).

## Профессиональная деятельность
- 1970—1972 — Советская Армия, старший врач полка, Ивано-Франковск.
- 1972—1974 — Заместитель главного врача по лечебной части, хирург, Арагацское медобъединение, Армянской ССР.
- 1975—1977 — Главный врач, Вардениское медицинское объединение, Армянской ССР.
- 1979 — Кандидат медицинских наук.
- 1980—1983 — Старший хирург, Госпиталь Габриеля Туре, г. Бамако, Республика Мали.
- 1983—1984 — Главный врач, Чаренцаванское медицинское объединение, Армянской ССР.
- 1990 — Доктор медицинских наук.
- 1991 — Профессор.
- 1990—1991 — Профессор кафедры хирургии N1 Ереванского медицинского института.
- 1991—1992 — Начальник Главного управления лечебно-профилактической помощи министерства здравоохранения Армении.
- 1993—1995 — Начальник Военно-медицинского управления министерства обороны Армении.
- 1996—1997 — Заведующий кафедрой военно-полевой хирургии Ереванского Гос. медицинского университета.
- 1998—2000 — Президент объединенного банка, Ереван, Армения.
- С 2001 — Президент Армянского филиала Российской Академии медико-технических наук. АМТН РФ (Москва).
- С 2001 — Сопредседатель общеармянского Научного совета.Армения.
- С 2002 — Директор Научно исследовательского института курортологии и физической медицины Республики Армения. (НИИКиФМ)
- 2003—2011 — Заведующий кафедрой восстановительной терапии и курортологии НИЗ МЗ РА.
- С 2004 — Председатель «Армянского Общества бальнеологов и курортологов»
- С 2006 — Член президиума ОО «Объединение организаторов здравоохранения»
- С 2008 — Член Общественного совета при президенте РА, член коллегии комиссии по здравоохранения и социальным вопросам
- С 2010 — Советник министра Обороны РА по военно-медицинским вопросам.
- С 2011 — заведующий кафедрой реабилитологии, физиотерапии и курортологии Ереванского Гос. медицинского университета. ЕГМУ.

## Награды
- Высшая награда здравоохранения СССР, медаль «Отличник здравоохранения»
- Правительственная награда орден «Знак Почёта»
- «Медаль Пирогова»
- «Рыцарь науки и искусства»
- «Золотая звезда Вернадского первой степени»
- «Золотая медаль А.Чижевского»
- «Золотая медаль Роберта Коха»
- Юбилейная медаль МО РА «20-летие Вооруженных сил РА»
- Медаль МО РА им. Маршала Баграмяна и др.
- Автор более чем 130 научных работ, пяти монографий и четырёх изобретений.